# 里奇蘭 (內布拉斯加州)
里奇蘭（英語：Richland）是位於美國內布拉斯加州科爾法克斯縣的村。

## 人口
根據2020年美國人口普查的數據，里奇蘭的面積為0.55平方千米，皆為陸地。當地共有人口70人，而人口密度為每平方千米127人。